# Universidad Tecnológica de Nanyang
La Universidad Tecnológica de Nanyang (en chino: 南洋理工大学; en malayo: Universiti Teknologi Nanyang; en inglés: Nanyang Technological University) es una de las dos mayores universidades públicas de Singapur, y la que posee el mayor campus en ese país. Su exuberante campus de 200 hectáreas llamado jardín de Yunnan fue la Villa olímpica juvenil de los primeros Juegos Olímpicos de Verano Juveniles en 2010. Ocupa el puesto 11.° a nivel mundial según el ranking QS World University en 2017. Es la universidad de más rápido crecimiento en el top mundial QS 50.
NTU fue inaugurada en 1991 cuando su institución predecesora Instituto Tecnológico de Nanyang (Nanyang Technological Institute) se fusionó con la Instituto 
Nacional de Educación (National Institute of Education). NTU desde entonces ha crecido para convertirse en una universidad de pleno derecho integral y de investigación intensiva
NTU cuenta con más de 32.500 estudiantes de pregrado y de postgrado los alumnos de los cuatro colegios de ingeniería, negocios, ciencia y humanidades, arte y ciencias sociales. NTU es también el hogar del Instituto Nacional de Educación, Escuela de Posgrado Interdisciplinaria, así como la Escuela S. Rajaratnam de Estudios Internacionales. La última incorporación a la universidad, la Escuela de Medicina Chian Lee Kong, es puesta en marcha en colaboración con el Imperial College de Londres, y abrió sus puertas en 2013.
NTU fue inaugurada en 1991 cuando su institución predecesora Instituto Tecnológico de Nanyang (Nanyang Technological Institute) se fusionó con la Instituto 
Nacional de Educación (National Institute of Education). NTU desde entonces ha crecido para convertirse en una universidad de pleno derecho integral y de investigación intensiva.
En los últimos años, diversos rankings universitarios han puesto NTU entre las mejores universidades de Asia y más allá. Puesto 39 en el ranking 2014 QS World University, NTU está clasificada a nivel mundial, y también se coloca primero en el mundo entre universidades jóvenes según el QS 2014 Top 50 Under 50. TU también ocupa el puesto N º 4 en Asia según el QS 2015 Asian University Rankings. La Facultad de Ingeniería de la UNT también se clasificó noveno en el mundo de acuerdo con la última 2014 QS World University clasificación por Facultad. La Escuela de Negocios de la NTU, Nanyang Business School, se coloca 66.º en todo el mundo (cuarto en Asia, primero en Singapur) por el Economist Intelligence Unit en 2014